# Da-Wen Sun
Da-Wen Sun – profesor Inżynierii Żywności i Biosystemów na University College Dublin, National University of Ireland, Dublin, członek zagraniczny Polskiej Akademii Nauk.

## Życiorys
Da-Wen Sun urodził się w południowych Chinach. Jest światowym autorytetem w edukacji i badaniach w dziedzinie inżynierii żywności. Jego główne zainteresowania badawcze obejmują chłodzenie, procesy i systemy suszenia, procesy i systemy chłodnicze, jakość i bezpieczeństwo żywności, symulację i optymalizację bioprocesów oraz przetwarzanie obrazów cyfrowych. Szczególnie szeroko komentowane w mediach były innowacyjne badania nad: próżniowym schładzaniem gotowanego mięsa, zastosowaniem cyfrowego przetwarzania obrazów do oceny jakości pizzy oraz jadalnymi błonami przedłużających trwałość owoców i warzyw. Wyniki jego prac stanowiły podstawę do opublikowania ponad 180 recenzowanych artykułów naukowych oraz ponad 200 doniesień na konferencje.
Początkowo studiował w Chinach na kierunku Inżynierii mechanicznej (kolejno tytuły inżyniera i magistra), a następnie uzyskał tytuł doktora w dziedzinie Inżynierii chemicznej. Po studiach wyjechał do Europy, gdzie kontynuował swoją karierę naukową. W 1995 roku został mianowany na stanowisko wykładowcy w National University of Ireland w Dublinie (University College Dublin) i tym samym stał się pierwszym obywatelem Chin zatrudnionym na stałe w uczelni irlandzkiej. Od tego momentu systematycznie, w najkrótszym wymaganym okresie, awansował kolejno na stanowiska starszego wykładowcy, profesora nadzwyczajnego i profesora. Obecnie jest Profesorem Inżynierii Żywności i Biosystemów oraz Szefem Grupy Badawczej Chłodnictwa Żywności i Skomputeryzowanej Technologii Żywności na tej uczelni.
Jako uznany autorytet w dziedzinie inżynierii żywności otrzymał tytuły profesorskie chińskich uniwersytetów: Zhejiang University, Shanghai Jiaotong University, Harbin Institute of Technology, China Agricultural University, South China University of Technology, Jiangnan University i innych.
W uznaniu wkładu w rozwój inżynierii żywności na świecie oraz wyznaczanie nowych kierunków Międzynarodowej Komisji Inżynierii Rolnej (CIGR), Da-Wen Sun został dwukrotnie odznaczony Nagrodą za Zasługi dla CIGR (w roku 2000 oraz ponownie w roku 2006). Stowarzyszenie Inżynierów Mechaników Zjednoczonego Królestwa Wielkiej Brytanii (IMechE) przyznało mu tytuł „Inżyniera Żywności roku 2004”. W roku 2008 został odznaczony przez CIGR Nagrodą Uznania honorując jego przynależność do grona najwybitniejszych naukowców w dziedzinie Inżynierii rolniczej na świecie z rankingiem nr 51.
Da-Wen Sun jest członkiem Stowarzyszenia Inżynierów Rolnictwa (IAgrE). Otrzymał stypendium badawcze Rektora University College Dublin oraz dwukrotnie Nagrodę Rektora University College Dublin w dziedzinie badań. Ponadto pełni funkcje członka zarządu CIGR i honorowego wiceprzewodniczącego CIGR, redaktora naczelnego Food and Bioprocess Technology – an International Journal (Springer), Redaktora Serii wydawniczej „Contemporary Food Engineering” (CRC Press/Taylor & Francis) oraz jest byłym redaktorem Journal of Food Engineering (Elsevier). W chwili obecnej pełni także funkcje członka Komitetu Redakcyjnego Journal of Food Engineering (Elsevier), Journal of Food Process Engineering (Blackwell), Sensing and Instrumentation for Food Quality and Safety (Springer) oraz Czech Journal of Food Sciences.

## Wyróżnienia i nagrody
- Nagroda Uznania CIGR „CIGR Recognition Award”, 2008, CIGR (Międzynarodowa Komisja Inżynierii Rolnej)
- Nagroda Stowarzyszenia AFST(I), 2007, AFST(I) (Stowarzyszenie Naukowców i Technologów Żywności Indii)
- Nagroda za Zasługi dla CIGR „CIGR Merit Award”, 2006, CIGR (Międzynarodowa Komisja Inżynierii Rolnej)
- Stypendium badawcze Rektora UCD, 2004/2005, University College Dublin
- Inżynier Żywności roku 2004, 2004, IMechE (Stowarzyszenie Inżynierów Mechaników Zjednoczonego Królestwa Wielkiej Brytanii)
- Who’s Who in Engineering and Science, 2000
- Nagrodą za Zasługi dla CIGR „CIGR Merit Award”, 2000, CIGR (Międzynarodowa Komisja Inżynierii Rolnej)
- Nagrodę Rektora UCD w dziedzinie badań, 2000/2001, University College Dublin
- Who’s Who in the World, 1999